# Coralliodrilus atriobifidus
Coralliodrilus atriobifidus är en ringmaskart som beskrevs av Erséus 1981. Coralliodrilus atriobifidus ingår i släktet Coralliodrilus och familjen glattmaskar. Inga underarter finns listade i Catalogue of Life.